# Portul Moldova Veche
Portul Moldova Veche este un port fluvial românesc din zona amonte a lacului de acumulare „Complexului Hidroenergetic și de Navigatie Porțile de Fier I” din județul Caraș-Severin. Este situat în localitatea Moldova Veche, pe malul stâng al Dunării, la kilometrul 1048. Rada portuară este cuprinsă între kilometri 1047-1050,50.
Portul dispune de cheiuri verticale în lungime de 300 ml și de o cale de rulare de 400 m lungime, pe care opereaza 2 macarale portic de 5 tf x 32 m. Are acces rutier la DN57A și DJ571.
În capătul aval al portului s-au finalizat lucrările la terminalul de pasageri. În vederea deservirii acestuia, traficul naval turistic se operează prin dana de pasageri. În acest sens, cheiul aferent acestei dane de pasageri a fost reamenajat și reparat cu o structura nouă de pereu dalat. Acostarea navelor de pasageri se realizează la dana plutitoare constituită dintr-un ponton fixat în dreptul noii clădiri.

## Legături externe
- Moldova Veche - site oficial Arhivat în 17 februarie 2015, la Wayback Machine.